# Johann Jacob Moser

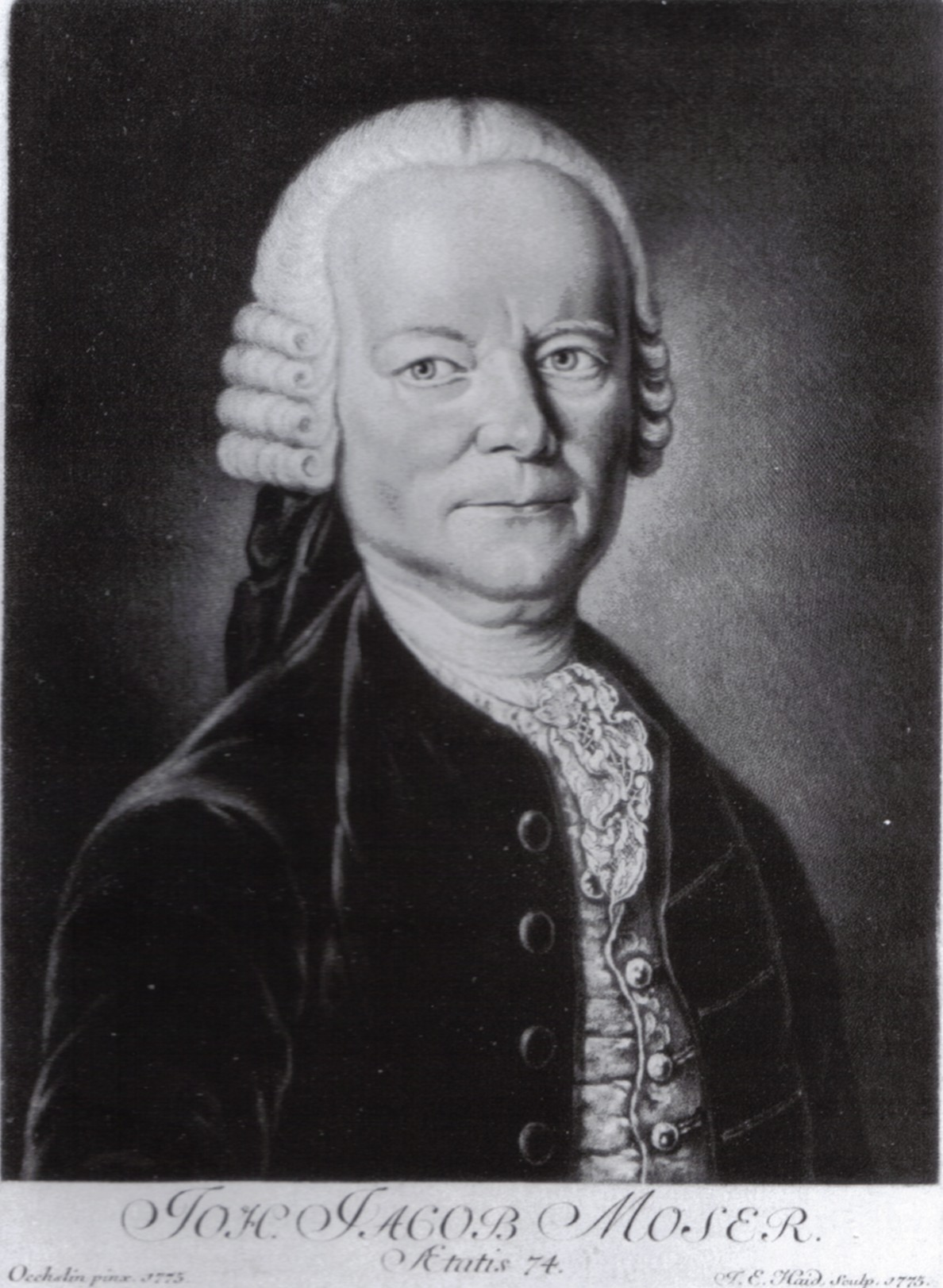
Johann Jacob Moser, Schabkunstblatt von Johann Elias Haid (1775; nach einem Gemälde von Johann Georg Oechslin)

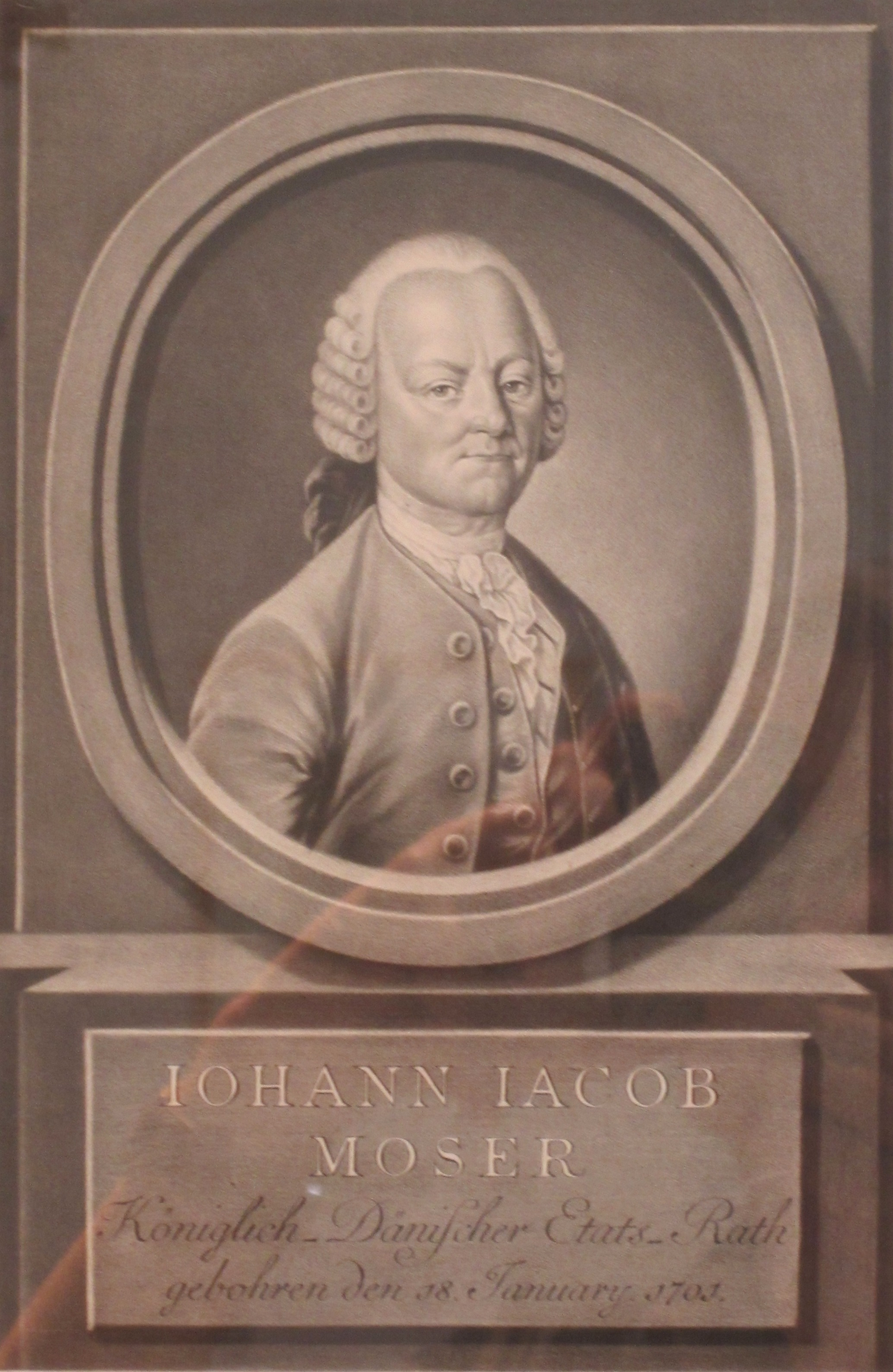
Johann Jacob Moser, unbekannter Künstler

Johann Jacob Moser (* 18. Januar 1701 in Stuttgart; † 30. September 1785 ebenda) war ein bedeutender württembergischer Staatsrechtslehrer und mit dem Titel Landschaftskonsulent juristischer Berater der württembergischen Landstände.

## Leben

### Herkunft und Kindheit
Johann Jacob Moser stammte aus der Familie Moser von Filseck, die der „altwürttembergischen Ehrbarkeit“, also dem evangelischen, pietistisch-bürgerlichen, ständischen Beamten- und Pfarrer-Milieu des Herzogtums Württemberg angehörte. Schon früh (1716) verlor er den Vater Johann Jacob Moser von Filseck (* 1660 in Stuttgart), Rechnungsrat des Schwäbischen Kreises. Die Mutter Helene Catharine (geborene Misler, * 1672 in Stade, † 1741 in Stuttgart) musste nun ihn und sechs Geschwister durchbringen und konnte ihm nur unter äußersten Einschränkungen eine akademische Laufbahn ermöglichen.

### Familie
1721 heiratete er Friederike Rosine Vischer, Tochter des württembergischen Oberratspräsidenten Johann Jakob Vischer. Ihr ältester Sohn war der am 18. Dezember 1723 in Stuttgart geborene Friedrich Karl von Moser, Jurist wie sein Vater, politischer Schriftsteller und Staatsmann. Wilhelm Gottfried von Moser, Forst- und Kammerbeamter, war ein weiterer Sohn. Die Tochter Christiana Moser von Filseck (1735–1809) heiratete den württembergischen Geheimen Hofrat Gottlob Mohl (1727–1812), deren Sohn war Benjamin Ferdinand von Mohl, dieser wiederum Vater des Staatsrechtslehrers Robert von Mohl.

### Berufliche Laufbahn
In seinem dreijährigen, zumeist autodidaktischen Studium der Rechte an der Universität Tübingen wandte er sich besonders dem ius publicum, insbesondere der Reichspublizistik, zu und wurde bereits mit 18 Jahren zum Professor extraordinarius der Juristenfakultät ernannt. Das damit verbundene Einkommen erwies sich aber als unzureichend, so dass er sich nach anderen Erwerbsmöglichkeiten umsehen musste.
Von 1721 bis 1726 versuchte er sich zunächst in Wien. 1724 wurde er Berater des Reichsvizekanzlers Graf Schönborn in Reichsangelegenheiten. Eine Karriere in kaiserlichen Diensten aber blieb ihm verwehrt, auch weil er sich weigerte, zum katholischen Glauben überzutreten.
1726 kehrte er nach Stuttgart zurück, wurde dort wirklicher Regierungsrat und 1727 zum Professor am Tübinger Collegium Illustre ernannt. Es kam jedoch zu Auseinandersetzungen mit der herzoglichen Zensur, so dass er die Professur im Jahr 1732 niederlegte und gleichzeitig als Regierungsrat ausschied. In dieser Krise fand auch seine persönliche Hinwendung zum Pietismus statt. 
1736 wurde er Professor Juris Primus Ordinarius an der Universität Frankfurt an der Oder, der zweitgrößten preußischen Universität nach Halle. Aber auch hier geriet er nach kurzer Zeit in Schwierigkeiten mit seinen Kollegen und der Berliner Verwaltung, so dass er im Jahre 1739 ausschied. Er lebte nun als Privatmann in Ebersdorf im Vogtland in der dortigen pietistischen Gemeinschaft, wo er das Teutsches Staats-Recht verfasste. 1747 schloss er sich der Herrnhuter Brüdergemeine des Grafen Nikolaus Ludwig Graf von Zinzendorf an und trat kurz darauf, 1747/1748, als Chef der Kanzlei in die Dienste des Landgrafen von Hessen-Homburg. 1749 wurde er Leiter und Dozent einer durch ihn unter dem Protektorat des Landgrafen Wilhelm VIII. von Hessen-Kassel in Hanau errichteten Staats- und Kanzleiakademie zur Ausbildung von Adeligen. Er plante diese in eine Hochschule auf Aktienbasis umzustrukturieren. Bevor es allerdings dazu kam, folgte Johann Jacob Moser 1751 dem Ruf der Landstände, im Herzogtum Württemberg als rechtsberatender Landschaftskonsulent. Hier geriet er sofort in den Verfassungskonflikt zwischen den Landständen, die sich auf ihre Rechte aus dem Tübinger Vertrag von 1514 beriefen, und absolutistischen Bestrebungen des Herzogs Carl Eugen von Württemberg. Aber auch bei der auf ihre alten ständischen Vorrechte pochenden Landschaft machte er sich mit Reformvorschlägen zur Förderung von Handwerk, Handel und Allgemeinwohl unbeliebt. Während des Siebenjährigen Krieges (1756–1763) ließ der Herzog Truppen ausheben, um einzelne Kontingente an Österreich zu vermieten. Dies widersprach der Verfassung, denn die Landschaft hätte dazu ihre Genehmigung erteilen müssen. Infolgedessen verschlechterte sich das Verhältnis von Landschaft und Herzog zusehends, der Johann Jacob Moser als Haupt des ständischen Widerstandes wahrnahm. Im Juli 1759 wurde Moser verhaftet und ohne gerichtliches Verfahren auf die Festung Hohentwiel in Einzelhaft verbracht. 
Er überstand die fünfjährige entbehrungsreiche Haft in Gottvertrauen bei ungebrochener geistiger Verfassung und körperlicher Gesundheit. Um ihn auch in seinem manischen Schreibdrang zu treffen, wurde ihm in dieser Zeit kein Schreibmaterial zur Verfügung gestellt. So schrieb er religiöse Lieder mit Ruß der Feuerstelle auf die Wände – es sollen mehrere hundert gewesen sein. 1764 wurde er auf eine Klage der Landschaft hin nach einem Beschluss des Reichshofrats entlassen. Der Kaiser, Preußen und die Landschaft hatten sich für ihn verwendet. Nunmehr 63 Jahre alt, wurde er in sein Amt als Konsulent der Landschaft erneut eingesetzt, am 16. Juli 1770 aber in den Ruhestand verabschiedet. 
Während der nächsten 15 Jahre war Johann Jacob Moser bis zu seinem Lebensende schriftstellerisch tätig.

## Literarisches Werk
500–600 Bücher, nicht nur juristischen Inhalts, sondern auch mit religiösen und theologischen Themen stammen aus seiner Feder. Keine Bibliothek der Welt hat alle seine Werke unter einem Dach vereinigt. Er war der schreibend produktivste Jurist deutscher Sprache. Dies bedeutet, dass er im Schnitt etwa jeden Monat seines Lebens als Erwachsener ein Buch produzierte. Diese „Massenproduktion“ führte allerdings manchmal auch zu unsauberen Recherchen und Darstellungen von Fakten in seinen Werken, die einer Überprüfung nicht standhalten.
Johann Jacob Moser verfasste als erster eine vollständige Darstellung des im Alten Reich geltenden positiven Staatsrechtes, und zwar nicht abstrakt nach einem naturrechtlich-philosophischen System, sondern durch konkrete Darstellung real geltenden Rechtsnormen, Gesetze, gerichtlicher Entscheidungen, des Herkommens, Archivalien und der Praxis der Kanzleien. Er sammelte den vorgefundenen Rechtsstoff, systematisierte ihn und stellte ihn dann auch systematisch dar. Damit wandte er sich gegen naturrechtlich-deduktive Systeme wie die von Christian Thomasius (1655–1728) und Christian Wolff (1679–1754). Gleiches gilt für seine Völkerrechtslehre, die er nicht aus naturrechtlichen Grundlagen, sondern aus der zwischenstaatlichen Praxis ableitete. Johann Jacob Moser gilt als Begründer des deutschen Staatsrechtes und des positiven Völkerrechts. Er verteidigte die althergebrachte Reichsverfassung, die sich aus einzelnen konkreten Rechtsnormen zusammensetzte und die Rechte, die „Libertäten“, die sie einzelnen Rechtsträgern gegen obrigkeitliche Ansprüche, gegen das, was später als „Absolutismus“ definiert werden würde, gewährte. 
In religionsrechtlichen Fragen nahm Moser der Aufklärung gegenüber eine dezidiert kritische Haltung ein. In der 1780 anonym erschienenen Schrift Unterthänigstes Gutachten, wegen der jezigen Religions-Bewegungen: besonders in der Evangelischen Kirche, wie auch über das Kayserliche Commissionsdecret in der Bahrdtischen Sache sprach er sich etwa ausdrücklich gegen die radikalaufklärerische Position von Carl Friedrich Bahrdt aus. Der Kritiker Gotthold Ephraim Lessing widmete dieser Schrift Mosers eine nur noch als Fragment erhaltene Antwort.
Neben der Reichsstaatslehre befasste sich Johann Jacob Moser auch mit der staatsrechtlichen Lage in einzelnen der zahlreichen Territorien des Reiches. Bei deren Vielzahl und Vielfalt konnte er dies aber nicht mit gleicher inhaltlicher Geschlossenheit tun, wie er das für das Reichsrecht geleistet hatte. Seine Hauptwerke sind:
- Grund-Säze des europäischen Völcker-Rechts in Kriegs-Zeiten ... : mit e. Anh. von deme, was in Ansehung des Parthie-Gehens Völcker-Rechtens ist. - Tübingen : Cotta, 1752. Digitalisierte Ausgabe
- Teutsches Staatsrecht, 50 Teile, 1737–1754 (Digitalisate: Band 44, 45, 46, 47, 48, 49, 50, Hauptregister)
- Neues teutsches Staatsrecht, 20 Teile, 1766–1775
- Versuch des neuesten Europäischen Völker-Rechts in Friedens- und Kriegszeiten, 10 Teile, Frankfurt 1777–1780

Weitere Schriften
- De comitatu principali Montepeligardo eiusque praerogativis, Dissertation, Tübingen 1720
- Abgenöthigte Beleuchtung der Ignorantz und vielfältigen Unwahrheiten, [s. l.] 1731 Digitalisat und Volltext im Deutschen Textarchiv
- Die gerettete völlige Souverainete der löblichen Schweitzerischen Eydgenossenschafft, Schramm, Tübingen 1731 Digitalisierte Ausgabe
- Schwäbische Chronik, erweiterte deutsche Übersetzung der Annales Suevici von Martin Crusius, Frankfurt 1733 Digitalisierte Ausgabe bei Austrian Literature Online
- Grund-Riss der heutigen Staats-Verfassung des Teutschen Reichs : zum Gebrauch academ. Lectionen entworffen, Tübingen 1754
- Von der Teutschen Reichs-Stände Landen, deren Landständen, Unterthanen, Landes-Freyheiten, Beschwerden, Schulden und Zusammenkünften, Frankfurt und Leipzig 1769
- Von der reichs-staettischen Regiments-Verfassung. Nach denen Reichs-Gesetzen und denen Reichs-Herkommen, wie auch aus denen teutsche, Mezler, Frankfurt 1772–1773 (Digitalisat)
- Johann Jacob Mosers Grund-Sätze des jetzt üblichen Europäischen Völcker-Rechts in Friedens-Zeiten : auch anderer unter denen Europäischen Souverainen und Nationen zu solcher Zeit fürkommender willkührlicher Handlungen abgefasset. - Franckfurt am Mayn : Raspe, 1763. Digitalisierte Ausgabe der Universitäts- und Landesbibliothek Düsseldorf
- Abhandlung verschiedener besonderer Rechts-Materien, 20 Stücke, Franckfurt 1772–1777
- Familien-Staats-Recht derer Teutscher Reichsstände, Frankfurt 1775
- Beyträge zu Reichsritterschafftlichen Sachen, 4 Stücke, Ulm 1775
- Lebensgeschichte Johann Jacob Mosers ..., von ihm selbst beschrieben, Frankfurt 1777–1783
- Erste Grundlehren des jezigen Europäischen Völcker-Rechts, in Fridens- und Kriegs-Zeiten, Nürnberg 1778. Digitalisat und Volltext im Deutschen Textarchiv
- Nord-Amerika nach den Friedensschlüssen vom Jahr 1783, 3 Bände, Leipzig 1784–1785

## Gedenken
An Johann Jacob Moser erinnert eine Statue am Nordflügel des Reichsgerichtsgebäudes in Leipzig (heute Sitz des Bundesverwaltungsgerichts), die dort neben Statuen anderer bedeutender Rechtsgelehrter, die für die Rechtseinheit wichtige Beiträge geleistet haben, steht (Eike von Repgow, Johann von Schwarzenberg, Karl Gottlieb Suarez, Paul Johann Anselm von Feuerbach und Friedrich Karl von Savigny).
Im Landtag von Baden-Württemberg in Stuttgart ist seit den 1950er-Jahren einer der Konferenzsäle, in dem parlamentarische Sitzungen stattfinden, nach Johann Jacob Moser benannt.